# Il maestro cambiafaccia
Il maestro cambiafaccia (The Master of Disguise) è un film prodotto nel 2002 dal regista Perry Andelin Blake.

## Trama
Il giovane Pistachio Travestoni, impiegato come cameriere nel ristorante italiano del padre Fabrizio, ha un vero e proprio talento come imitatore. Quello che Pistachio non sa è che il suo è un dono ereditario, che arriva dalle generazioni passate e che è originato da un misterioso potere chiamato 'Energico'. A causa di questo dono particolare, il padre di Pistachio finisce nel mirino di Devlin Bowman, un genio criminale che ha in animo di rubare i più importanti tesori del mondo.

## Critica
Per questo film l'attrice Bo Derek è stata nominata ai Razzie Awards 2002 come Peggior attrice non protagonista.